# دي جي راش
دي جي راش (بالإنجليزية: DJ Rush)‏ هو دي جي نادي ‏ ودي جيه أمريكي، ولد في 1970 في شيكاغو في الولايات المتحدة.

## وصلات خارجية
- الموقع الرسمي
- دي جي راش على موقع ميوزك برينز (الإنجليزية)
- دي جي راش على موقع ميوزك برينز (الإنجليزية)
- دي جي راش على موقع أول ميوزيك (الإنجليزية)
- دي جي راش على موقع أول ميوزيك (الإنجليزية)
- دي جي راش على موقع أول ميوزيك (الإنجليزية)
- دي جي راش على موقع ديسكوغز (الإنجليزية)
- دي جي راش على موقع ديسكوغز (الإنجليزية)